# Títulos do Sport Club Corinthians Paulista
Esta é uma lista de títulos do Sport Club Corinthians Paulista. A lista contabiliza demais recordes, títulos oficiais e amistosos, onde mostra também títulos de diversas modalidades esportivas. Ao todo, o Corinthians possui o maior número de títulos conquistados dentre os clubes brasileiros de futebol, listados abaixo.

## Futebol

### Masculino

#### Títulos oficiais
| HONRARIAS      | HONRARIAS                       | HONRARIAS | HONRARIAS |
| Coroas         | Competições                     | Títulos   | Temporadas |
| -------------- | ------------------------------- | --------- | --- |
|                | Tríplice Coroa Internacional    | 1         | 2013 |
| MUNDIAIS       |                                 |           | |
| Troféus        | Competições                     | Títulos   | Temporadas |
|                | Copa do Mundo de Clubes da FIFA | 2         | 2000 e 2012 |
| CONTINENTAIS   |                                 |           | |
| Troféus        | Competições                     | Títulos   | Temporadas |
|                | Copa Libertadores da América    | 1         | 2012 |
|                | Recopa Sul-Americana            | 1         | 2013 |
| NACIONAIS      |                                 |           | |
| Troféus        | Competições                     | Títulos   | Temporadas |
|                | Campeonato Brasileiro           | 7         | 1990, 1998, 1999, 2005, 2011, 2015 e 2017 |
|                | Copa do Brasil                  | 3         | 1995, 2002 e 2009 |
|                | Supercopa Rei                   | 1         | 1991 |
|                | Campeonato Brasileiro - Série B | 1         | 2008 |
| INTERESTADUAIS |                                 |           | |
| Troféus        | Competições                     | Títulos   | Temporadas |
|                | Torneio Rio-São Paulo           | 5         | 1950, 1953, 1954, 1966 e 2002 |
| ESTADUAIS      |                                 |           | |
| Troféus        | Competições                     | Títulos   | Temporadas |
|                | Campeonato Paulista             | 31        | 1914, 1916, 1922, 1923, 1924, 1928, 1929, 1930, 1937, 1938, 1939, 1941, 1951, 1952, 1954, 1977, 1979, 1982, 1983, 1988, 1995, 1997, 1999, 2001, 2003, 2009, 2013, 2017, 2018 , 2019 e 2025 |
| São Paulo      | Copa Paulista                   | 1         | 1962 |
| TOTAL          |                                 |           | |
| Escudo         | Conquistas                      | Títulos   | Categorias |
|                | Títulos oficiais                | 53        | 2 Mundiais, 2 Continentais, 12 Nacionais, 5 Interestaduais e 32 Estaduais |

 Campeão invicto

#### Outros títulos
A lista abaixo é referendada pelo site oficial do clube.
Torneios, taças e troféus internacionais
- Taças Cittá de Firenze, Ao Empório Toscano, Sudan Ovais e Professor Caputto (1929)
- Pequena Taça do Mundo (1953)
- Torneio Internacional Charles Miller (1955)
- Torneio Cidade de Turim (1966)
- Torneio Costa do Sol (1969)
- Troféu Apolo V (1969)
- Copa Cidade de São Paulo (1975)
- Torneio Feira de Hidalgo (1981)
- Torneio das Nações (1985)
- Trofeu dos Campeões (1986)
- Torneio Internacional de Verão Cidade de Santos (1986 e 1987)
- Torneio Ramón de Carranza (1996)
- Troféu Sócrates (2015)

Taças e Troféus Nacionais
- Taça o Mais Querido do Brasil (1955)
- Troféu Osmar Santos (2005, 2011,  2015 e 2017)
- Troféu João Saldanha (2014 e 2015)

Torneios, Taças e Troféus Interestaduais
- Char de la Victoire e Taça Vada (1928)
- Taça dos Campeões Rio-São Paulo (1929 e 1941)
- Taça Apea (1930)
- Taça Aliança da Bahia (1936)
- Taça Prefeitura de Salvador (1936)
- Taça Linha Circular (1938)
- xTorneio Supremacia/Torneio Quinela de Ouro (1942)
- Torneio de Brasília (1958)
- Pentagonal do Recife (1965)
- Triangular de Goiânia (1967)
- Torneio do Povo (1971)
- Torneio Cidade de Porto Alegre (1983)
- Taça Jackson Nascimento (2014)
- Troféu Palhinha (2018)

Torneios Estaduais
- Torneio Início (1919, 1920, 1921, 1929, 1936, 1938, 1941, 1944 e 1955)
- Taça Cidade de São Paulo (1922)
- Torneio Cidade de São Paulo (1942, 1943, 1947, 1948 e 1952)
- Taça Cidade de São Paulo (1978)
- Taça Competência (1922, 1923 e 1924)
- Taça Ballor (1923, 1924 e 1928)
- Torneio Fasanello (1938)
- Torneio Henrique Mundel/Festival do São Paulo Futebol Clube (1938)
- Torneio Prefeitura Municipal de São Paulo (1953)
- Torneio das Missões/Taça Tibiriçá (1953)
- Torneio Charles Miller (1954 e 1958)
- Trofeu de Classificação do Campeonato Paulista (1957)
- Copa Bandeirantes (1994)
- Taça Piratininga (1968)
- Torneio Laudo Natel (1973)
- Taça Governador do Estado (1977)

Taças Estaduais
- Taça Beneficência Espanhola (1915 e 1916)
- Taça Cronistas Esportivos (1916)
- Taça oferecida pelo dr. Alcântara Machado (1916)
- Taça oferecida pelo sr. Celino Ambrósio em São Carlos (1917)
- Taça Amílcar Barbuy (1919)
- Taça União Brasil (1919)
- Taça 47 (1919)
- Taça Neco (1920)
- Taça Doutor Arnaldo Vieira de Carvalho (1920)
- Taça Prefeitura Municipal de Guaratinguetá (1920)
- Taça Ida (1921)
- Taça Antarctica (1921)
- Taça ao Preço Fixo (1921)
- Taça Sacadura Cabral e Gago Coutinho (1922)
- Taça Cântara Portugália (1922)
- Taça Joalheria Castro (1925)
- Taça Guido Giacominelli (1925)
- Taça Agência Ford (1925)
- Taça Studebaker (1925)
- Taça Lacta (1926)
- Taça Centenário do Uruguai (1926)
- Taça Guanará Espumante (1926)
- Taça Francisco Rei (1926)
- Taça Apea (1926)
- Taça De Callis (1926)
- Taça Elixir de Cabo Verde Composto (1926)
- Taça Adamastor (1926)
- Taça Fábrica de Gelo Vila Mathias (1927)
- Taça Sarmento Beires (1927)
- Taça Ribeiro de Barros (1927)
- Taça Tipografia Carvalho (1927)
- Taça O Comerciário (1927)
- Taça Almirante Sousa e Silva (1929)
- Troféu Washington Luís (1930)
- Taça Ministro do Chile (1928 e 1931)
- Troféu Liga Paulista (1939)
- Taça Duque de Caxias (1941)
- Taça Manoel Domingos Corrêa (1941)
- Troféu Bandeirante (1952)
- Troféu Lourenço Fló Júnior (1962)
- Taça da Solidariedade (1994)
- Taça dos Invictos (1956, 1957, 1988, 1990 e 2009)
- Troféu Gylmar dos Santos Neves (2019)

Títulos Honoríficos
- Galo da Várzea (1910 e 1913)
- Campeão do Centenário Brasileiro (1922)
- Campeão dos Campeões (1929)
- Tri-tricampeão paulista
- x Campeão Honorário do Brasil - Torneio Rio-São Paulo (1950)
- Fita Azul (Futebol) (1952)
- Campeão Internacional dos Invictos (1954)
- Campeão dos Centenários (1922 , 1954 ,1988)
- Campeão Paulista do Século XX
- Tríplice Coroa Internacional (2012/13)

### Feminino
| HONRARIAS    | HONRARIAS                                  | HONRARIAS | HONRARIAS                                                    |
|              | Competição                                 | Títulos   | Temporadas                                                   |
| ------------ | ------------------------------------------ | --------- | ------------------------------------------------------------ |
|              | Tríplice Coroa                             | 1         | 2021                                                         |
|              | Quádrupla Coroa                            | 1         | 2023                                                         |
|              | 4º Lugar - Ranking Mundial de Clubes IFFHS | 1         | Condecoração outorgada em 2023 pela IFFHS em 15 de Novembro. |
| CONTINENTAIS |                                            |           |                                                              |
|              | Competição                                 | Títulos   | Temporadas                                                   |
|              | Copa Libertadores da América               | 5         | 2017, 2019, 2021, 2023 e 2024                                |
| NACIONAIS    |                                            |           |                                                              |
|              | Competição                                 | Títulos   | Temporadas                                                   |
|              | Campeonato Brasileiro                      | 6         | 2018, 2020, 2021, 2022, 2023 e 2024                          |
|              | Supercopa do Brasil                        | 3         | 2022, 2023 e 2024                                            |
|              | Copa do Brasil                             | 1         | 2016                                                         |
| ESTADUAIS    |                                            |           |                                                              |
|              | Competição                                 | Títulos   | Temporadas                                                   |
|              | Campeonato Paulista                        | 4         | 2019, 2020, 2021 e 2023                                      |
|              | Copa Paulista                              | 1         | 2022                                                         |

 Campeão invicto

## Futebol - Categorias de base

### Masculino

#### Principais títulos
| MUNDIAIS  | MUNDIAIS                                | MUNDIAIS | MUNDIAIS                                                           |
|           | Competição                              | Títulos  | Temporadas                                                         |
| --------- | --------------------------------------- | -------- | ------------------------------------------------------------------ |
| Espanha   | Mundial de Clubes Sub-17                | 3        | 2010, 2011 e 2015                                                  |
| NACIONAIS |                                         |          |                                                                    |
|           | Competição                              | Títulos  | Temporadas                                                         |
| Brasil    | Copa São Paulo de Futebol Júnior        | 11       | 1969, 1970, 1995, 1999, 2004, 2005, 2009, 2012, 2015 , 2017 e 2024 |
| Brasil    | Taça Belo Horizonte de Futebol Júnior   | 1        | 2015                                                               |
| Brasil    | Campeonato Brasileiro de Futebol Sub-20 | 1        | 2014                                                               |
| Brasil    | Copa do Brasil de Futebol Sub-17        | 1        | 2016                                                               |
| ESTADUAIS |                                         |          |                                                                    |
|           | Competição                              | Títulos  | Temporadas                                                         |
| São Paulo | Campeonato Paulista de Segundos Quadros | 8        | 1914, 1916, 1918, 1921, 1924, 1925, 1926, e 1939                   |
| São Paulo | Campeonato Paulista de Aspirantes       | 8        | 1948, 1949, 1950, 1951, 1964, 1965, 1966 e 1970                    |
| São Paulo | Campeonato Paulista Sub-20              | 9        | 1957, 1959, 1967, 1971, 1972, 1974, 1997, 2014 e 2015              |
| São Paulo | Campeonato Paulista Sub-17              | 4        | 2002, 2005, 2007 e 2013                                            |
| São Paulo | Campeonato Paulista Sub-15              | 4        | 2005, 2006, 2010 e 2013                                            |
| São Paulo | Campeonato Paulista Sub-13              | 4        | 2011, 2012 , 2013 e 2017                                           |
| São Paulo | Campeonato Paulista Sub-11              | 2        | 2014, 2022                                                         |

#### Outros títulos

##### Internacionais
- Torneio Internacional de L'Alcúdia: 1 (1999)
- Dallas Cup Sub-19: 2 (1999 e 2000)
- Manchester United Cup – Sub 15: 1 (2003)
- Copa da Amizade Brasil-Japão Sub-15: 1 (2002)
- Copa Internacional de Itaporanga Sub-13: 1 (2010)
- Copa Internacional de Itaporanga Sub-12: 1 (2010)
- Canon Lion City Cup Sub-15: 1  (2013)
- Copa Milk Cup sub 15: 1  (2014)
- Copa de Altura sub-16: (2014)

##### Nacionais
- SC  Cup Banrisul Sub-16: 1 (2009)
- Copa Nike – Etapa Nacional: 2 (2003, 2004)
- Copa Brasil Sub-15/Torneio Votorantim: 3 (2003, 2004 e 2022)
- BH Youth Cup (sub-15): 2 (2013 e 2014)

##### Estaduais
- Copa Bandeirantes Sub-13: 1 (2013)
- Campeonato Paulista Sub-15: 4 (2005, 2006, 2010 e 2013)
- Campeonato Paulista Sub-13: 4 (2011, 2012, 2013, 2017)
- Campeonato Paulista Sub-11: 2 (2014, 2022)
- Copa Ouro Sub-17: 1 (2011)
- Copa Ouro Sub-13: 3 (2011, 2013 e 2016)
- Copa Ouro Sub-11: 2 (2011 e 2013)

### Feminino
| NACIONAIS | NACIONAIS                    | NACIONAIS | NACIONAIS  |
|           | Competição                   | Títulos   | Temporadas |
| --------- | ---------------------------- | --------- | ---------- |
|           | Campeonato Brasileiro Sub-16 | 1         | 2021       |
| ESTADUAIS |                              |           |            |
|           | Competição                   | Títulos   | Temporadas |
|           | Festival Paulista Sub-14     | 1         | 2023       |
|           | Campeonato Paulista Sub-15   | 1         | 2023       |

#### Outras conquistas
1. Rosario Cup: 2018

 Título invicto

## Basquete

### Masculino

#### Continentais
- Copa dos Campeões Sul-Americanos: 3 (1965, 1966 e 1969)

#### Nacionais
- Liga Ouro: 1 (2018)
- Campeonato Brasileiro: 1 (1996)
- Taça Brasil: 3 (1965, 1966 e 1969)

#### Estaduais
- Campeonato Paulista de Basquete: 14 (1935, 1939, 1947, 1951/52, 1954/55, 1964/65/66, 1968/69, 1983 e 1985).
- Campeonato Paulista da Capital: 17 (1936, 1947, 1948, 1950/51/52/53/54/55/56, 1964/65/66/67/68/69/70)
- Campeonato Paulista Primeira Divisão: 1 (1982)

### Feminino

#### Continentais
- Copa América: 1 (1964)
- Sul-Americano de Clubes de Basquete Feminino: 1 (2015)
- Torneio Internacional de Assunção: 1 (1964)

#### Nacionais
- Liga de Basquete Feminino: 1 (2016-17)

#### Estaduais
- Campeonato Paulista: 06 (1959,1960, 1961, 1962, 1963 e 2015).

### Basquete sobre rodas
- Campeonato brasileiro: (2015, 2017 e 2019)
- Campeonato Paulista: (2018 e 2019).

### 3x3
Feminino
- Campeonato brasileiro: (2019)
- II Copa do Brasil: (2018)
- Taça de campeãs da Liga ANB 3X3 :  (2019)
- Copa SESC Verão: (2019)
- Centro Olímpico: (2019)
- Shopping Tatuapé 3x3: (2019)
- V Circuito Paulista: (2019)

## Futebol de areia

### Futebol de areia masculino
Campeão Invicto
| MUNDIAIS  | MUNDIAIS              | MUNDIAIS | MUNDIAIS    |
|           | Competição            | Títulos  | Temporadas  |
| --------- | --------------------- | -------- | ----------- |
|           | Mundialito de Clubes  | 1        | 2013        |
| NACIONAIS |                       |          |             |
|           | Competição            | Títulos  | Temporadas  |
| Brasil    | Copa Vila Velha       | 1        | 2011        |
| Brasil    | Campeonato Brasileiro | 1        | 2012        |
| Brasil    | Desafio das Areias    | 1        | 2010        |
| ESTADUAIS |                       |          |             |
|           | Competição            | Títulos  | Temporadas  |
| São Paulo | Campeonato Paulista   | 2        | 2017 e 2019 |

#### Categorias de base
Desafio das Areias Sub-18: 2010

#### Prêmios individuais
Bola de Ouro do Mundialito de Clubes
- Mão (2013)

Melhor goleiro do Mundialito de Clubes
- Mão (2013)

Melhor jogador do Campeonato Brasileiro de Clubes
- Anderson (2012)

Melhor goleiro do Campeonato Brasileiro de Clubes
- Mão (2012)

Artilheiro da Copa Brasil
- André (2011) – 9 gols

Melhor jogador do Campeonato Paulista
- Antonio Júnior  (2017)

Melhor goleiro do Campeonato Paulista
- Mão (2017)

### Futebol de areia feminino
| NACIONAIS | NACIONAIS   | NACIONAIS | NACIONAIS  |
|           | Competição  | Títulos   | Temporadas |
| --------- | ----------- | --------- | ---------- |
| Brasil    | Copa Brasil | 1         | 2010       |

## Futebol de salão

### Masculino
| NACIONAIS      | NACIONAIS                     | NACIONAIS | NACIONAIS                                                                     |
|                | Competição                    | Títulos   | Temporadas                                                                    |
| -------------- | ----------------------------- | --------- | ----------------------------------------------------------------------------- |
|                | Taça Brasil de Clubes         | 2         | 1974 e 2010                                                                   |
|                | Liga Nacional de Futsal       | 2         | 2016, 2022                                                                    |
|                | Copa do Brasil de Futsal      | 2         | 2018 e 2019                                                                   |
|                | Supercopa do Brasil de Futsal | 2         | 2019 e 2020                                                                   |
| ESTADUAIS      |                               |           |                                                                               |
|                | Competição                    | Títulos   | Temporadas                                                                    |
|                | Liga Paulista                 | 13        | 1971, 1972, 1973, 1978, 1980, 1981, 1995, 2009, 2013, 2015, 2016, 2018 e 2019 |
|                | Supercopa Paulista de Futsal  | 1         | 2019                                                                          |
| METROPOLITANOS |                               |           |                                                                               |
|                | Competição                    | Títulos   | Temporadas                                                                    |
|                | Campeonato Metropolitano      | 8         | 1973, 1974, 1980, 1982, 1983, 2004, 2006,2010 e 2015                          |

- Troféu Cidade de São Paulo: 5 (1986, 1987, 1996, 2004 e 2008)
- Troféu Paulo Machado de Carvalho: 4 (1995, 1996, 1997 e 1999)
- Troféu Aniversário da Federação: 2 (1980 e 1984)
- Copa Internacional de Verão: 2 (1996 e 1997)
- Taça Bragantina: 1 (1978)
- Taça Nações Unidas: 1 (2001)
- Copa Internacional Banespa: 1 (2001)
- Torneio Tsuyoshi Enomura: 1 (2003)
- Taça Cidade de Cuiabá: 1 (2003)
- Torneio Internacional Jubileu de Ouro: 1 (2005)
- Copa Jal Internacional: 1 (2006)

### Feminino
Estadual
- Campeonato Paulista: 3 ( 2006, 2007, 2009)

#### Categoria Sub-20
- Campeonato Paulista: 2 (2018)

Categoria Sub-17
- Campeonato Paulista: 1 (2017)

#### Categoria Sub-15
- Campeonato Paulista: 1 (2018)

Categoria sub-13
- Campeonato Paulista: 2 (2017, 2018)

### Categorias de base
Categoria Sub-20
- Copa Mundo: 1 (2019)
- Campeonato Brasileiro: 1 (2014)
- Taça Brasil de Clubes: 5 (2009, 2011, 2013, 2016 e 2018)
- Copa Internacional de Verão: 1 (1994)
- Campeonato Paulista: 9 (2009, 2010, 2011, 2012, 2013, 2014, 2015, 2016 e 2017)
- Campeonato Metropolitano: 9 (1983, 1989, 1999, 2007, 2012, 2013, 2014, 2015 e 2016)
- Troféu Cidade de São Paulo: 3 (1995, 1996 e 2009)
- Taça São Paulo: 1 (2019)

Categoria Sub-18
- Campeonato Mundial em Barcelona: 2 (2016, 2018)
- Campeonato Paulista: 2 (2017, 2018 e 2019)
- Campeonato Metropolitano: 2 (2018 e 2019)

Categoria Sub-17
- Taça Brasil de Clubes: 1 (2010)
- Brasileiro de Interclubes: 1 (1986)
- Campeonato Paulista Divisão Especial: 6 (1996, 2001, 2009 e 2010, 2014, 2015)
- Campeonato Paulista 1ª Divisão: 1 (1996)
- Campeonato Metropolitano Divisão Especial: 11 (1982, 1988, 1996, 2001, 2002, 2004,2005,2006, 2009 e 2010, 2014)
- Campeonato Metropolitano 1ª Divisão: 1 (1996)

Categoria Sub-15/16
- Taça Brasil de Clubes: 1 (1996)
- Brasileiro de Clubes: 1 (1974)
- Campeonato Paulista: 9 (1986, 1987, 1989, 1996, 2001, 2002 e 2008, 2014, 2016)
- Campeonato Metropolitano: 3 (1988, 1996 e 2013)
- Troféu Cidade de São Paulo: 4 (1986, 1993, 1996 e 2001)

Categoria Sub-13/14
- Brasileiro de Interclubes: 2 (1986 e 1987)
- Brasileiro de Seleções: 1 (1988)
- Brasileiro de Clubes: 1 (1988)
- Campeonato Paulista: 11  (1991, 1997, 1998, 2000, 2001, 2002, 2003, 2004, 2008 e 2010, 2015)
- Campeonato Metropolitano: 16 (1984, 1986, 1987, 1988, 1991, 1992, 1995, 1997, 1999, 2001, 2004, 2008, 2011, 2012, 2013 e 2019)
- Troféu Proclamação da República: 1 (1984)
- Interestadual de Carazinho: 1 (1993)
- Taça das Nações Unidas: 1 (2001)

Categoria Sub-11/12
- Brasileiro de Clubes: 1 (1993)
- Torneio Sul Brasileiro – RJ: 1 (1989)
- Campeonato Estadual: 9 (1976, 1981, 1995, 1996, 2003, 2005, 2008 e 2010, 2016)
- Campeonato Metropolitano: 12 (1977, 1988, 1989, 1996, 1998, 2004, 2006 e 2009, 2011, 2012, 2018 e 2019)
- Troféu Habib Mahfuz: 1 (1984)

Categoria Sub-9/10
- Taça Brasil de Clubes: 1 (2019)
- Campeonato Paulista: 10 (1985, 1987, 1990, 1993, 1995, 1996, 2007, 2009 ,2010, 2015 e 2018)
- Campeonato Metropolitano: 11 (1986, 1987, 1988, 1993, 1994, 1996, 1998, 2007 e 2009, 2010, 2011)
- Troféu Cícero Pompeu de Toledo: 1 (1979)
- Torneio Bola Pesada: 1 (1989)

Categoria Mamadeira
- Campeonato Paulista: 1 (2000)
- Campeonato Metropolitano: 8 (1997, 2000, 2003, 2005, 2006, 2007 e 2008, 2011)

Categoria Chupetinha
- Campeonato Paulista: 6 (1997, 1999, 2000, 2003 e 2004, 2015)
- Campeonato Metropolitano: 7 (1997, 1999, 2004, 2007, 2008 e 2009, 2011, 2013)

### Down
- Copa Down: 7 (2013, 2014, 2015, 2016, 2017, 2018 e 2019)
- Campeonato Brasileiro: 1 (2018)

## Vôlei

### Masculino

#### Principal
- Taça Ouro: 1 (2017)

#### Outras categorias
- Campeonato Brasileiro Master - Categoria +45: (2018)
- Taça São Paulo de Voleibol Master - Categoria +50: (2017, 2018)
- Taça São Paulo de Voleibol Master - Categoria +45: (2017, 2018)
- Sampa Open - Categoria +55: (2018)
- Open Master de Santos - Categoria +40: (2016)

### Feminino

#### Categorias de base
- Campeonato Preparação Série Ouro: (2018)
- Campeonato Preparação Série Prata: (2019)
- Campeonato Paulista Série Ouro Sub-15: (2018)
- Campeonato Paulista - Mirim: (2015 e 2016)
- Campeonato Paulista - Pré-mirim: (2015 e 2016)

#### Outras categorias
- Campeonato Brasileiro Master - Categoria +50: (2018)
- Campeonato Brasileiro Master - Categoria +45: (2013, 2014 e 2015)
- USAV Open National Championship - Categoria +45: 2016)
- Superliga Master: (2016)
- Sampa Open - Categoria +50: (2016, 2017, 2018 e 2019)
- Open Master de Santos - Categoria +45: (2016)
- Open Master de Santos - Categoria +50: (2016)
- Campeonato Brasileiro de Vôlei Sentado - Série Prata: (2018)
- Campeonato Brasileiro de Vôlei Sentado - Série Prata Sul-Sudeste: (2018)
- Torneio Interestadual de Vôlei Sentado: (2019)

## Handebol

### Masculino
Estaduais
- Campeonato Paulista de Handebol Masculino: 4 (1975, 1976, 1983 e 1984)

### Feminino
Estaduais
- Campeonato Paulista de Handebol Feminino: 4 (1972, 1976 e 1977 e 1981)

## Futebol americano
Continentais
- Torneio Guerrero de Los Andes: 1 (2014)

Nacionais
- Torneio Touchdown: 2 (2011 e 2012)

Estaduais
- Campeonato Paulista de Futebol Americano: 4 (2011, 2012, 2013 e 2014)
- Super Copa São Paulo de Futebol Americano: 3 (2012, 2013 e 2014)

## Natação
Medalhas
- 6 Medalhas de ouro (Pan Guadalajara 2011 com Thiago Pereira)
- 1 Medalha de Ouro (Mundial Militar 2018 com Brandonn Almeida)
- 1 Medalha de Prata (Pan Guadalajara 2011 com Thiago Pereira)
- 1 Medalha de Prata (Olimpíadas de 2012 com Thiago Pereira)
- 2 Medalhas de Bronze (Pan Guadalajara 2011 com Thiago Pereira) e (Pan Guadalajara 2011 com Poliana Okimoto)
- 1 Medalha de Bronze (Mundial Militar 2018 com Arthur Pedroso)

Nacionais
- Campeonato Absoluto de Natação ( Troféu Maria Lenk): 4 (1964, 1965, 1966 e 2014)
- 1º lugar Ranking Nacional de Natação: (2013)
- Campeonato Brasileiro Sênior de Inverno: 2 (2014, 2015)
- Campeonato Brasileiro Sênior de Verão: 1 (1996)
- Campeonato Brasileiro Júnior de Inverno: 2 (2012, 2014)
- Campeonato Brasileiro Júnior de Verão: 6 (2012, 2013, 2015, 2016, 2017,2018 e 2019)
- Campeonato Brasileiro Juvenil de Inverno: 3 (1996, 2009, 2013)
- Campeonato Brasileiro Juvenil de Verão: 1 (2009)
- Campeonato Brasileiro Infantil de Inverno: 3 (2011, 2012, 2013)
- Campeonato Brasileiro Infantil de Verão: 4 (2002, 2008, 2013, 2016)
- Campeonato Brasileiro de Maratona Aquática: Ranking de atletas Geral Feminino (2019 com Betina Lorscheitter)

Estaduais
- Campeonato Paulista de Natação: 6 (1964, 1965, 1966, 1967, 1968 e 1969)
- Campeonato Paulista Sênior de Inverno: 1 (2016)
- Campeonato Paulista Sênior de Verão: 3 (2013, 2014, 2016)
- Campeonato Paulista Júnior de Inverno: 2 (2012, 2016)
- Campeonato Paulista Júnior de Verão: 1 (2016)
- Campeonato Paulista Juvenil de Inverno: 2 (1999, 2009)
- Campeonato Paulista Juvenil de Verão: 1 (2009)
- Campeonato Paulista Infanto-Juvenil: 7 (1943, 1963, 1964, 1965, 1966, 1967, 1968)
- Campeonato Paulista Infantil de Inverno: 4 (2002, 2012, 2013, 2016)
- Campeonato Paulista Infantil de Verão: 5 (2001, 2002, 2007, 2013, 2016)
- Campeonato Paulista Petiz de Inverno: 12 (2000, 2001, 2002, 2004, 2005, 2006, 2009, 2010, 2011, 2012, 2013, 2014)
- Campeonato Paulista Petiz de Verão: 8 (2000, 2001, 2004, 2009, 2010, 2011, 2013, 2014)
- Festival Mirim de Natação: (2018)

## Showbol
Regionais
- Torneio Rio-São Paulo de Showbol: 2 (2007 e 2009)

## Remo
Nacional
- Campeonato Brasileiro- Barcos Curtos: Categoria Skiff Sênior A (1x SA):  2015 e 2018
- Campeonato Brasileiro de Clubes Master: 2015 e 2017

Estaduais
- Campeonato Paulista : 6 (1965, 1966, 1968, 1972, 1989, 1993)
- Campeonato de Remo do Estado de São Paulo (Yole de Frances a 4 Remos) : 1943
- Troféu Bandeirantes: 14 (1967, 1976, 1977, 1980, 1981, 1994, 1995, 1996, 1997, 1998, 1999, 2000, 2001 e 2015, 2016)
- Taça São Paulo: 2015
- Campeonato Paulista de Velocidade: 2009, 2014

## Automobilismo
Nacionais
- Fórmula Truck:  (2010)
- Copa Truck:  (2018)

## Futebol society
- Taça Brasil - Sudeste: (2010 e 2014)
- Copa Sul: (2019)
- Nordeste Cup (2019)
- Copa Nacional de F7: (2016 2017)
- Circuito Paulista de F7: (2017)
- Campeonato Paulista de Futebol Society: (2009, 2011 e 2014)
- Copa São Paulo: (2018)
- Taça cidade de São Paulo: (2014)
- Grand Prix de Futebol de 7- Etapa São Paulo: (2014)

### Feminino
- Chuteira Girls: (2019)
- Troféu federação: (2019)
- Copa Playball: (2019)
- Campeonato Paulista: (2019)

## Asa delta
- Campeonato Brasileiro de Asa Delta: 2017
- Campeonato Paulista de Asa Delta: (2011,v2012, 2013, 2014, 2015, 2016, 2018 e 2019)
- Campeonato Internacional de Asa Delta Hombres Pájaro: 2016
- Campeonato Americano de Asa Delta: 2018

## Bocha

### Masculino
Estaduais
- Taça Brasil: 1 (1997)[7]
- Torneio Mediolanum: 1 (1941)
- Campeonato Paulista de Bocha: 2 (2012 e 2018)
- Campeonato Metropolitano Masculino: 1 (2013)
- Copa Cidade de São Paulo: 2 (2012 e 2014)
- Campeonato Estadual de Bocha Mundial: 1 (2018)

### Feminino
Estaduais
- Campeonato estadual: 2019
- Campeonato Metropolitano: 2 (1989 e 1991)
- Estadual Copa União – Trios Feminino: 1 (2018)

## Futebol de mesa
- Campeonato Sul-Americano Individual - 12 Toques: 2013
- Campeonato Brasileiro de Clubes - 12 Toques: (2010 e 2014)
- Campeonato Brasileiro de Clubes Master - 12 Toques: (2015, 2018 e 2019)
- Campeonato Brasileiro Individual Máster - 12 Toques: (1999 e 2019)
- Campeonato Brasileiro Individual Sub-15 - 12 Toques: (2001)
- Campeonato Paulista de Clubes Principal - 12 Toques: (1991, 2009, 2012 e 2016)
- Campeonato Paulista Adulto Individual - 12 Toques: (2008, 2014)
- Campeonato Paulista Máster Individual - 12 Toques: (2012, 2013 e 2015)
- Campeonato Paulista Sub-18 Individual - 12 toques: (1991, 2001, 2002, 2003 e 2013)
- Campeonato Paulista de Clubes Aspirantes - 12 Toques: (1993, 1994, 2009, 2012, 2015 e 2016)
- Campeonato Paulista de Clubes sub-18 - 12 Toques: (2002)
- Campeonato Paulista de Clubes Máster - 12 Toques: (2009, 2012, 2015,2018 e 2019)
- Taça São Paulo Adulto Individual - 12 Toques: (1988,1994, 2012)
- Taça São Paulo Sub-18 Individual - 12 Toques: (2002)
- Copa Estado de São Paulo A1 de Clubes - 12 Toques: (1991, 2009 e 2012)
- Copa Estado de São Paulo e A2 de Clubes - 12 Toques: (2002)
- Torneio Início de Clubes - 12 Toques: ( 1999, 2013, 2014, 2015 e 2016)

## Skate
- Campeão Mundial de Skate Vertical: 2013
- Campeão da Copa Brasil de Skate Vertical: 2013
- Super Vert: 2014

Atleta:Rony Gomes

## Peteca
- Campeão Paulista de Clubes: (1992, 1995, 1996, 2013)
- Campeão Paulista Adulto: (2017)
- Campeão Paulista Sênior: (2017)
- Campeão Paulista Master II (2017)
- Torneio Master do Círculo Militar: (2018)

## Tênis
- Campeão Paulista interclubes: (2012, 2013, 2014 e 2015)
- Torneio de Damas: (2018)
- Torneio Aberto do Juventus: (2018)
- Interclubes da FTP - Categoria 3F3: (2016)
- Interclubes da FTP - Categoria 55FB: (2015 e 2016)
- Interclubes da FTP - Categoria 3F1: (2015)
- Interclubes da FTP - Categoria 2F3: (2015)

## Pugilismo
- Campeonato Brasileiro - categoria Super Leve: Atleta Edelson “Coração Valente” Silva: 2018[8]
- Campeonato Paulista de Boxe Feminino - Categoria até 54 Kg:  Atleta Loren Capecce: 2012[9]
- Forja dos Campeões - Categoria Super Pesado (+91 Kg): Atleta Bruno Capelozza: 2013[10]

## Atletismo
- Taça Unione Viaggiatori Italiani: 1912 (1° Título da História do Corinthians)

Atletas: André Lepre, João Collina e Batista Bonni.

## Outros esportes

### Futebol de amputados[11]
- Copa do Brasil: 5 (2015, 2016, 2017, 2018 e 2019)
- Campeonato Brasileiro: 5 (2015, 2016, 2017, 2018 e 2019)
- Campeonato Paulista: 5 (2015, 2016, 2017, 2018 e 2019)
- Torneio Superação: 4 (2015, 2016, 2017 e 2018)
- Taça da Cidade: 2 (2017 e 2018)
- Torneio Inclusão: 2 (2017 e 2018)
- Open do Nordeste: 2018

### Taekwondo
- Korean Open - Categoria Faixa Preta +70 kg - Atleta Talita Lopes: (2017)
- Taekwondo Expo Culture - Categoria Faixa Preta +70 kg - Atleta Talita Lopes: (2017)
- Campeonato Paulista de Taekwondo - Categoria até 80 kg - Atleta Luan Bruno: (2015)
- Campeonato Paulista de Taekwondo feminino - Categoria até 62 kg - Atleta Bruna Santana (2015)

### Judô
- Campeonato Brasileiro Interclubes - Sub-15 Meio Pesado: Atleta Beatriz Cristina de Souza Silva (2017)
- Copa São Paulo de Judô - Sub-15: Atleta Thais Ramos Lopes (2018)
- Copa Yukishi Kimura-Kimonos Budokan - Sub-9 Meio Leve: Atleta Pedro Monteiro (2018)
- Copa São Paulo de Veteranos - Master 1 Meio Leve: Atleta Thais Ramos Lopes: (2018)